# Ramsay Island (Brits-Columbia)
Ramsay Island is een eiland in het westen van Brits-Columbia in Canada.

## Geografie
Het eiland ligt in de eilandengroep Haida Gwaii voor de oostkust van Moresby Island en heeft oost-west een doorsnede van ruim zes kilometer. Ten oosten van het eiland ligt de Hecate Strait en ten zuiden en westen de Juan Perez Sound (met aan de overzijde Moresby Island). Naar het noordwesten voorbij enkele kleinere eilanden ligt Lyell Island en ten zuidoosten Burnaby Island.
De wateren rond het eiland liggen in de mariene ecoregio Noord-Amerikaans Pacifisch Fjordland.